# Gino Talamo
Gino Talamo, né le 13 décembre 1895 à Tarente et décédé le 9 juillet 1968 à Rome, est un acteur, réalisateur et monteur italien.

## Filmographie

### Acteur
- 1918 : Mascamor
- 1920 : Otello
- 1921 : Al chiaror dei lampi
- 1924 : Messaline : Ennio
- 1926 : Beatrice Cenci
- 1926 : L'Amour éternel
- 1927 : El moroso de la nona
- 1927 : I rifiuti del Tevere
- 1929 : La Fille du désert
- 1953 : Fatalidade
- 1953 : O Homem Dos Papagaios
- 1960 : La dolce vita
- 1961 : Néfertiti, reine du Nil : Kanru

### Réalisateur
- 1939 : Uragano ai tropici
- 1940 : Une lampe à la fenêtre (Una lampada alla finestra)
- 1942 : I cavalieri del deserto
- 1943 : Gli assi della risata, coréalisé avec Roberto Bianchi Montero et Giuseppe Spirito
- 1949 : Iracema
- 1950 : Écharpe de Seda
- 1951 : Meu Dia Chegará

### Monteur
- 1936 : Les Deux Sergents (I due sergenti) de Enrico Guazzoni
- 1938 : Il suo destino d'Enrico Guazzoni
- 1939 : Uragano ai tropici
- 1941 : L'Ultimo ballo
- 1941 : Turbine
- 1942 : L'Affare si complica
- 1943 : The Peddler and the Lady
- 1945 : Che distinta famiglia !
- 1945 : Il ratto delle sabine
- 1947 : Farewell, My Beautiful Naples
- 1947 : L'Isola del sogno
- 1947 : Perdu dans les ténèbres
- 1948 : Il barone Carlo Mazza
- 1949 : Iracema
- 1949 : Monaca santa
- 1950 : Il voto
- 1950 : Santo disonore
- 1952 : Areião
- 1952 : Modelo 19
- 1953 : Fatalidade
- 1953 : O Craque
- 1953 : O Homem Dos Papagaios
- 1953 : Uma Vida para Dois
- 1954 : A Outra Face do Homem
- 1954 : A Sogra
- 1954 : Chamas no cafezal
- 1954 : Destiny in Trouble
- 1959 : I ladri
- 1960 : Les Conquérants de la vallée sauvage
- 1961 : Le Dernier des Vikings
- 1961 : Le Triomphe de Maciste
- 1962 : Le Cheik rouge
- 1963 : Brenno le tyran